# Un mestiere difficile
Un mestiere difficile (The Hard Way) è un film per la televisione del 1979 diretto da Michael Dryhurst.
È un film thriller britannico con Patrick McGoohan e Lee Van Cleef.

## Produzione
Il film, diretto da Michael Dryhurst su una sceneggiatura di Kevin Grogan e Richard Ryan, fu prodotto  dallo stesso Dryhurst per la Incorporated Television Company e girato in Irlanda.

## Distribuzione
Il film fu trasmesso in televisione nel Regno Unito nel 1979 con il titolo The Hard Way. È stato poi distribuito al cinema l'anno successivo.
Altre distribuzioni:
- in Finlandia (Ei armoa)
- in Francia (Le dernier contrat)
- in Italia (Un mestiere difficile)[2]